# Guerre eugenetiche
Le guerre eugenetiche sono una serie di conflitti immaginari dell'universo di Star Trek. Sono avvenuti sulla Terra dal 1992 al 1996 e devastarono molte parti del globo.
Le guerre eugenetiche sono citate principalmente negli episodi Spazio profondo (Space Seed, 1967) della serie classica e la trilogia Terra di confine (Borderland), Stazione 12 (Cold Station 12) e I potenziati (The Augments), della serie televisiva Star Trek: Enterprise (2004). A Khan Noonien Singh e alle Guerre Eugenetiche, è inoltre dedicata la trilogia scritta da Greg Cox Star Trek: The Eugenics Wars, pubblicata da Pocket Books tra il 2002 e il 2006.

## Storia
Il numero complessivo dei morti risulta molto elevato: viene riferito che secondo alcuni storici dell'epoca di circa 30 milioni, mentre altri sostengono che vi siano stati 35 milioni di morti, e altri ancora ritengono che il conflitto ha causato una perdita totale di 37 milioni di vite.
Le testimonianze di quanto accaduto sono riferite come poche e frammentarie, comunque le guerre eugenetiche vengono presentate come il risultato del Progetto Crisalide, un tentativo degli scienziati di migliorare la razza umana attraverso l'ingegneria genetica e la eugenetica che porta alla creazione dei Potenziati, un gruppo di superuomini che si ponevano al di sopra delle specie umana.
Il conflitto risulta combattuto sul retroscena degli eventi dell'epoca e le origini geneticamente modificate dei nemici sono rimaste sconosciute alla maggioranza delle persone. Alcuni non erano neppure coscienti che vi fosse una guerra globale provocata dai Potenziati, ma vedevano solo piccoli episodi di guerra e atti di terrorismo che avvenivano un po' dappertutto.
Tra le aree maggiormente colpite dalle guerre vi fu il Nord Africa. Qui combatté il bis-bisnonno di Jonathan Archer, che si segnalò per il suo valore. Il suo battaglione stava evacuando i civili da una zona militare quando venne attaccato. Vi era però una scuola proprio sulla linea di tiro, e se i suoi uomini avessero risposto al fuoco la scuola avrebbe potuto essere colpita. Egli però riuscì a convincere il comandante dell'esercito nemico a non sparare finché la scuola non fosse stata completamente evacuata.
L'AEV era una milizia anti-governativa con base a Cochise County, in Arizona, ed era comandata da un Potenziato di nome Hawkeye Morrison, che si era alleato con Khan per eliminare Hunyadi. Morrison aveva una passione per il gas sarin: aveva infatti tentato di liberare il gas anche ai due capi dell'Eurotunnel quando esso era stato aperto al pubblico. Fallito il tentativo, aveva cercato di uccidere molti dei suoi seguaci. Saputo però che essi erano riusciti a fuggire, Morrison si suicidò.

### Ipotesi sulle cause scatenanti del conflitto
I motivi dell'inizio della guerra non sono stati ancora del tutto chiariti: alcuni sostengono che la guerra iniziò a causa del tentativo dei terrestri di ribellarsi ai Potenziati, mentre altri sostengono che i Potenziati iniziarono a combattere tra loro per avere il predominio sul pianeta e vennero sconfitti proprio in quanto non riuscirono ad allearsi tra loro.
Portata avanti attraverso una serie di operazioni segrete, la guerra provocò milioni di vittime che i governi attribuirono pubblicamente ad atti di terrorismo o a calamità naturali.
Durante quest'epoca, nell'intento di dimostrare che il loro destino era quello di governare il mondo, i Potenziati scatenarono guerre civili e disordini in ogni parte del globo, nell'Europa dell'Est, in Liberia, in Somalia, in Perù, ad Haiti, nel Ruanda, in Sudan e in Bosnia.
Essi contribuirono inoltre alle rivolte in Albania e ai disordini razziali a Los Angeles.
Sebbene l'opinione pubblica fosse cosciente di tali eventi, la maggior parte delle persone non pensò che potessero essere connessi tra di loro, ed ignorava non solo che essi fossero delle battaglie combattute all'interno delle guerre eugenitiche, ma perfino la stessa esistenza di Khan.

### La presa di potere di Khan Noonien Singh
Khan Noonien Singh, un Potenziato dal carattere estremamente ambizioso e crudele, aveva iniziato a far sentire la sua presenza già nel periodo precedente alla guerra. Egli combatté contro i soldati sovietici vicino alla tomba di Lenin, impedì un colpo di Stato e contribuì alla sicurezza del presidente Michail Gorbačëv durante il congresso di Reykjavík.
Si dice che abbia percorso l'intero continente asiatico, incitando la lotta per la democrazia nella Corea del Sud; che abbia combattuto insieme ai ribelli afghani nella loro guerriglia contro le truppe sovietiche; che abbia personalmente creato l'incidente aereo che nel 1988 provocò la morte del generale Muhammad Zia-ul-Haq, leader del governo militare del Pakistan contribuendo così a ristabilire la democrazia e che abbia persino causato la morte "naturale" dell'Ayatollah Khomeini.
Aiutato e incoraggiato da individui affamati di potere, da organizzazioni commerciali e da partiti indipendenti di tutte le nazioni che egli era riuscito ad avere sotto il suo controllo, Khan tentò di prendere il controllo dell'intero pianeta.
Nel 1992 ottenne il controllo del Sudest asiatico e del Medio Oriente con il ricatto, le estorsioni e le maniere forti.
Decine di "governanti prestanome" ubbidirono o si allearono con Khan.
Khan stabilì la sede del suo impero nel Gran Khanato di Chandigarh, in India.
Un secondo centro di comando si trovava all'Isola Crisalide, che faceva parte delle Isole Tuamotu nell'atollo di Mururoa, in Polinesia, che erano state in precedenza una base di sperimentazione atomica francese (Centre d'Experimentation du Pacifique).
Gli altri Potenziati acquisirono posizioni chiave di potere nell'America meridionale, in Somalia, in Jugoslavia, in isole remote dell'Oceano Pacifico e in Nord Africa.

### La fine del conflitto
Tutti i Potenziati rimanenti vennero uccisi o imprigionati e gli embrioni Potenziati esistenti posti in sospensione criogenica e messi in quarantena.
Durante il XXII secolo gli embrioni furono posti in una stazione spaziale segreta, la Cold Station 12, sotto il controllo della Interspecies Medical Exchange.

## Cronologia
14 giugno 1992Messa in orbita, da parte di Khan, del satellite Morning Star.
Il satellite, lanciato dalla base dell'atollo di Mururoa, è in grado di danneggiare gravemente lo strato di ozono che circonda la Terra.
L'aumento del buco nell'ozono provocato da tale evento verrà attribuito pubblicamente all'eruzione del Pinatubo, nelle Filippine.
10 luglio 1992Ultimatum di Khan ai delegati delle nazioni del sudest asiatico e del medio oriente: «Se io cado, anche il mondo cadrà con me».
14 giugno 1993Tentativo di Khan di creare un'unione con altri sei Potenziati con lui stesso come capo, destinato a fallire miseramente a causa delle ambizioni contrastanti dei partecipanti.
30 settembre 1993Tentativo da parte di Vasily Hunyadi, un altro Potenziato, di attirare Khan all'interno delle caverne di Ajorra, nell'India centrale, allo scopo di assassinarlo provocando un terremoto sottomarino.
Il numero delle vittime è di 10000 persone, in una zona, quella della regione del Maharashtra, fino ad allora considerata non sismica.
7 febbraio 1994Battaglia sottomarina nel Mar Mediterraneo tra l'esercito di Khan e quello di Hunyadi.
21 aprile 1994Khan entra in possesso tramite il dr. Donald Williams della sequenza genetica di un batterio carnivoro, lo streptococcus-A.
Il suo intento è di diffondere il batterio sull'intero globo terrestre.
29 agosto 1994Vasily Hunyadi si rivolge all'ONU per protestare contro le sanzioni economiche e la presenza delle forze di pace in Serbia.
Durante il suo discorso, membri dell'AEV (Army of Eternal Vigilance), spargono gas sarin nella stanza causando la morte di molte persone, tra cui lo stesso Vasily Hunyadi.
2 ottobre 1994Khan inizia la sperimentazione del batterio carnivoro su cavie umane.
17 marzo 1995Acquisto di 200 testate nucleari dall'Unione Sovietica da parte di Khan.
5 settembre 1995Attacco nucleare all'Isola Crisalide da parte dei russi e degli americani, che distrugge il laboratorio biologico di Khan e tutte le sue armi.
La notizia viene coperta come semplice ripresa degli esperimenti nucleari da parte della Francia.
10 gennaio 1996Bombardamento della "base terroristica" di Chandigarh e delle altri basi dei Potenziati in Serbia, Afghanistan, Iraq e Sudan. I B-52 americani, combinati con l'assalto da terra dei Spetsnaz russi, radono completamente al suolo il palazzo di Khan e uccidono molti dei suoi seguaci.
11 gennaio 1996Consapevole che le superpotenze mondiali sono ormai al corrente dei suoi piani di genocidio, Khan e altri 83 suoi seguaci lasciano la Terra a bordo della SS Botany Bay.
1992 (linea temporale modificata)Poco prima della presa del potere di Khan, giunse sulla Terra un'agente temporale romulana di nome Sera che tentò di modificare gli eventi affinché non scoppiassero le guerre eugenetiche: senza il conflitto, infatti, la Federazione Unita dei Pianeti non sarebbe mai nata. Lo scopo fu raggiunto solo in parte: la donna riuscì solo a posticipare il tutto. Nel 2022, per fermarla, giunsero infatti dal 2260 una discendente di Khan, La'an Noonien-Singh, e James T. Kirk, che uccisero la terrorista. La linea temporale così posticipata viene accettata dal Dipartimento delle indagini temporali della Flotta.

## Filmografia
- Star Trek - serie TV, episodio 1x22 (1967)
- Star Trek: Enterprise - serie TV, episodi 4x04-4x05-4x06 (2004)
- Star Trek: Strange New Worlds - serie TV, episodio 2×03 (2023)

## Pubblicazioni

### Romanzi
- (EN) Greg Cox, The Rise and Fall of Khan Noonien Singh, collana Star Trek: The Eugenics Wars, n. 1, Pocket Books, 2002, ISBN 0743406427.
- (EN) Greg Cox, The Rise and Fall of Khan Noonien Singh, collana Star Trek: The Eugenics Wars, n. 2, Pocket Books, 2003, ISBN 0743406443.
- (EN) Greg Cox, To Reign in Hell. The Exile of Khan Noonien Singh, collana Star Trek: The Eugenics Wars, n. 3, Pocket Books, 2006, ISBN 0743457129.